# Suzuki DL1000 V-Strom
Suzuki DL1000 V-Strom je motocykl japonské automobilky Suzuki, kategorie cestovní enduro. Na český trh byl v první generaci dodáván jen do roku 2007, kdy přestal splňovat evropské emisní normy. Pro trhy s nižšími emisními limity výroba pokračovala.

## Historie
Výroba modelu Suzuki DL1000 V-Strom, konstrukčně i proporcemi téměř shodného s modelem Suzuki DL650 V-Strom, který je vyráběn od roku 2003, byla zahájena v roce 2002. Tento model vytvořil novou kategorii motocyklů na pomezí sportovních, cestovních a enduro modelů. Odkrytý dvojitý páteřový rám z lehkých slitin, nízká hmotnost, čtyřdobý vidlicový kapalinou chlazený motor převzatý z modelu Suzuki TL 1000, který byl upraven s ohledem na pružný chod v celém rozsahu otáček a příznivou spotřebu.

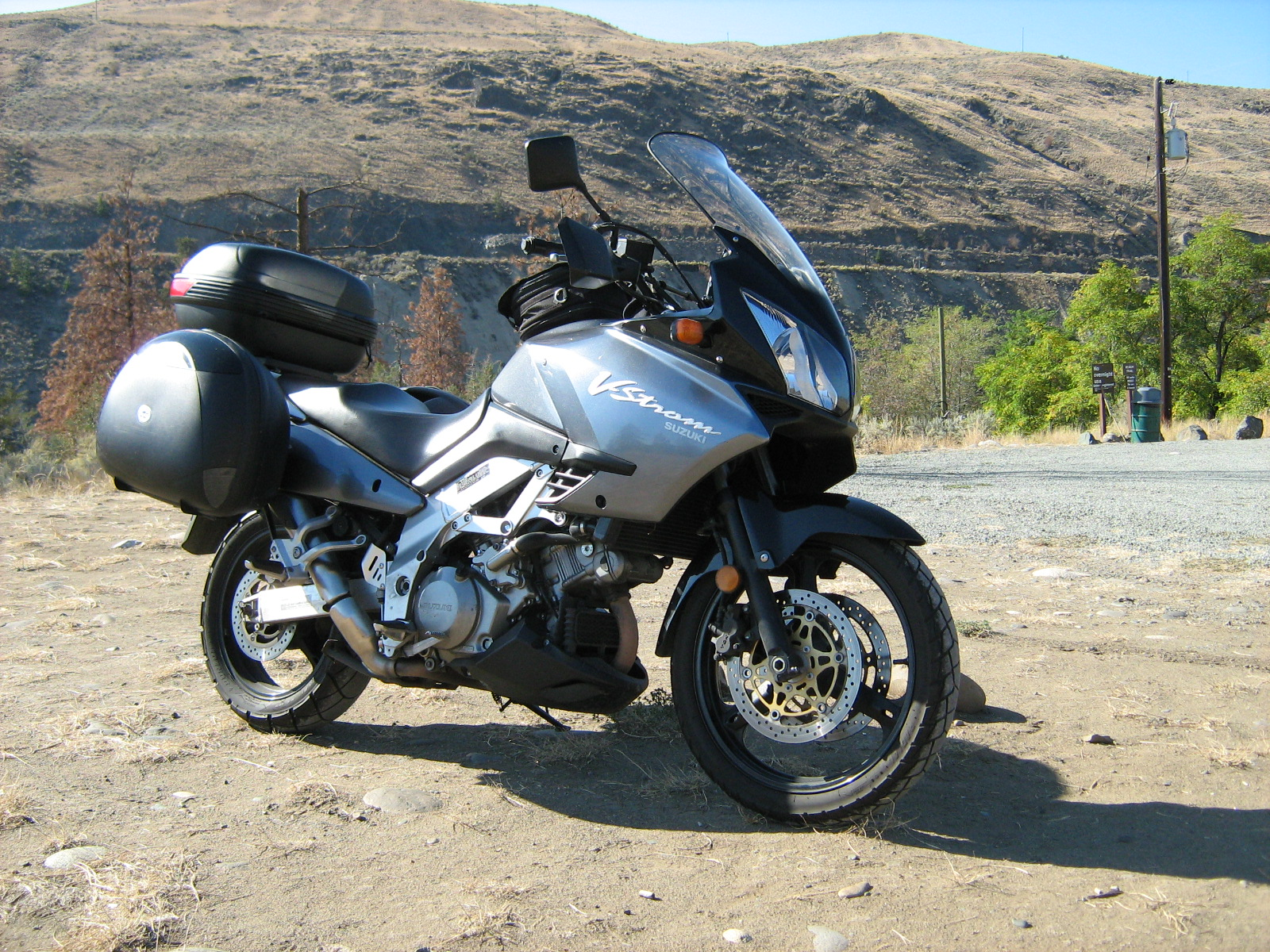
V-Strom 1000 s cestovatelským vybavením

## Technické parametry
- Suchá hmotnost: 207 kg
- Rám: dvojitý páteřový z lehkých slitin

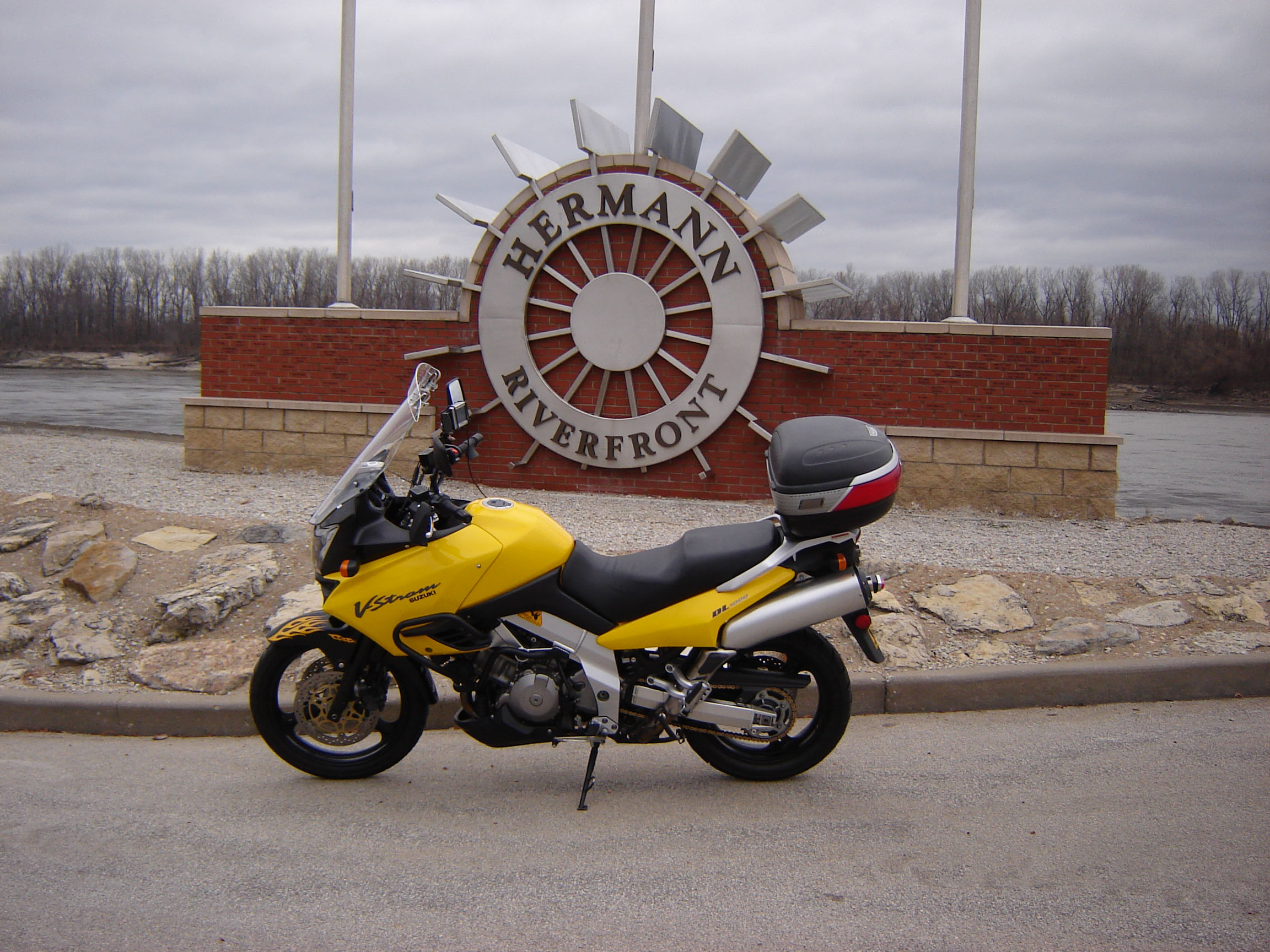
Žlutý V-Strom

- Druh kol: litá
- Nejvyšší rychlost: 215 km/h
- Spotřeba paliva:  6,3 l/100 km